# Serrastretta
Serrastretta is een gemeente in de Italiaanse provincie Catanzaro (regio Calabrië) en telt 3460 inwoners (31-12-2004). De oppervlakte bedraagt 41,2 km², de bevolkingsdichtheid is 88 inwoners per km².

## Demografie
Serrastretta telt ongeveer 1369 huishoudens. Het aantal inwoners daalde in de periode 1991-2001 met 6,5% volgens cijfers uit de tienjaarlijkse volkstellingen van ISTAT.
| Jaar | Inwoneraantal |
| ---- | ------------- |
| 1991 | 3838          |
| 2001 | 3588          |

## Geografie
Serrastretta grenst aan de volgende gemeenten: Amato, Decollatura, Feroleto Antico, Lamezia Terme, Miglierina, Pianopoli, Platania, San Pietro Apostolo.